# Minneapolis Bandolier
Minneapolis Bandolier är en amerikansk bandyklubb från staden Minneapolis. Laget spelar i den högsta serien i USA.
I oktober 1983 blev klubben första amerikanska lag att delta vid World Cup i Ljusdal i Sverige. I juni 1984 fick klubben ett gratulationsbrev av USA:s dåvarande president Ronald Reagan, som tack för att man börjat popularisera bandyn i USA.

### Fotnoter
1. ↑  http://www.usabandy.com/page/show/615106-division-i-2012-2013-?subseason=83572 
Division I - 2012-2013 Regular Season
2. ↑  Chris Middlebrook (2 november 2020). ”Bandolier Celebrate Their 41st Year” (på engelska). American Bandy Association. https://www.usabandy.com/news_article/show/1130303. Läst 31 juli 2021.
3. ↑  ”USA Bandy Celebrates 40 years” (på engelska). Federation of International Bandy. 3 november 2020. https://www.worldbandy.com/2020/11/03/usa-bandy-celebrates-40-years/. Läst 31 juli 2021.